# Château de Mercuret
Le château de Mercuret est un édifice situé à Retournac, en France.

## Localisation
Le château est situé sur le territoire de la commune de Retournac, dans le département de la Haute-Loire, en région Auvergne-Rhône-Alpes.

## Description
Le château est une ancienne maison forte caractéristique de l'architecture rustique de la région du Velay à la fin du Moyen Âge, ayant subi des transformations successives, notamment au XVIIIe siècle, qui lui ont fait perdre son caractère médiéval. Il s'agit d'un témoignage de cette typologie architecturale encore très proche de l'aula primitive, encadrée par quatre réductions de tours sous forme de tourelles en échauguette. Pendant la Révolution, en 1793, trois tours furent rasées. Au XIXe siècle, démentéllement de la propriété par différentes ventes réalisées par les propriétaires. Dans les années 1940, le château appartenait aux hospices de Retournac.
Le domaine se compose d'un enclos formé de différents corps de bâtiments reliés par un mur. Du côté nord le château proprement dit, maison forte rectangulaire à deux tours demi hors-œuvre au centre des façades sud et nord, dont une d'escalier, et quatre échauguettes d'angles. Une tour ronde s'élève tout près, à l'extérieur d'un mur d'enceinte. Du côté Est se trouve la chapelle. En face s'allonge le corps de bâtiment de la grange. À l'intérieur du château, les pièces sont disposées de part et d'autre du couloir reliant les deux tours. Plafonds à la française, décors peints sur bois, peintures murales, cheminées. La chapelle se compose d'une tour ronde et d'un corps de bâtiment rectangulaire. À l'origine, seule la partie circulaire correspondait à un oratoire, et fut utilisée ultérieurement comme four à pain. L'autre partie correspondant à la nef fut ajoutée aux XVIIe et XVIIIe siècles.

## Historique
Le château est inscrit au titre des monuments historiques par arrêté du 25 novembre 1994.

## Protection
Éléments protégés : le château comprenant le logis avec ses décors intérieurs, les deux tours de l'enceinte extérieure et l'emprise au sol de la basse-cour.

## Galerie

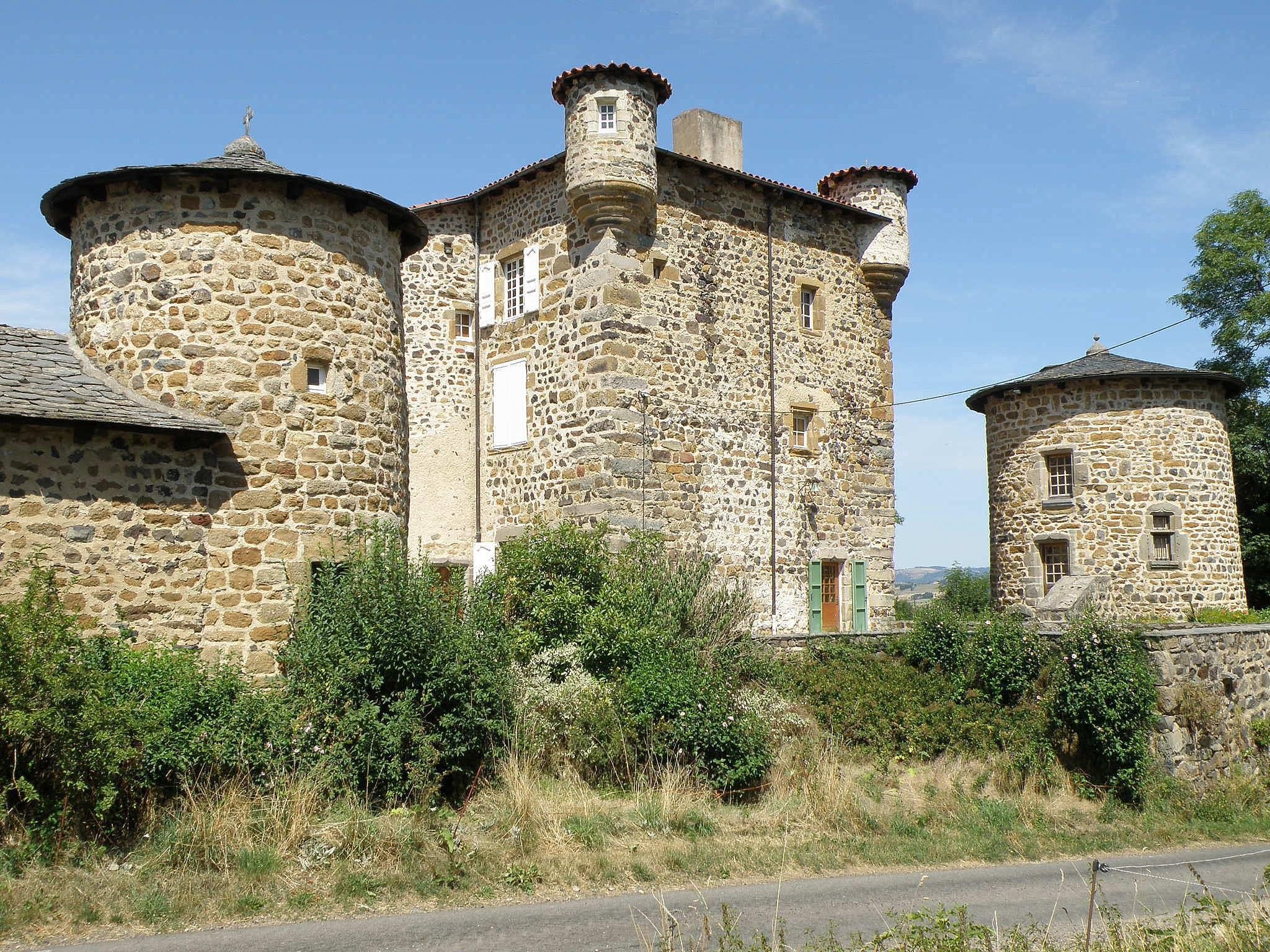
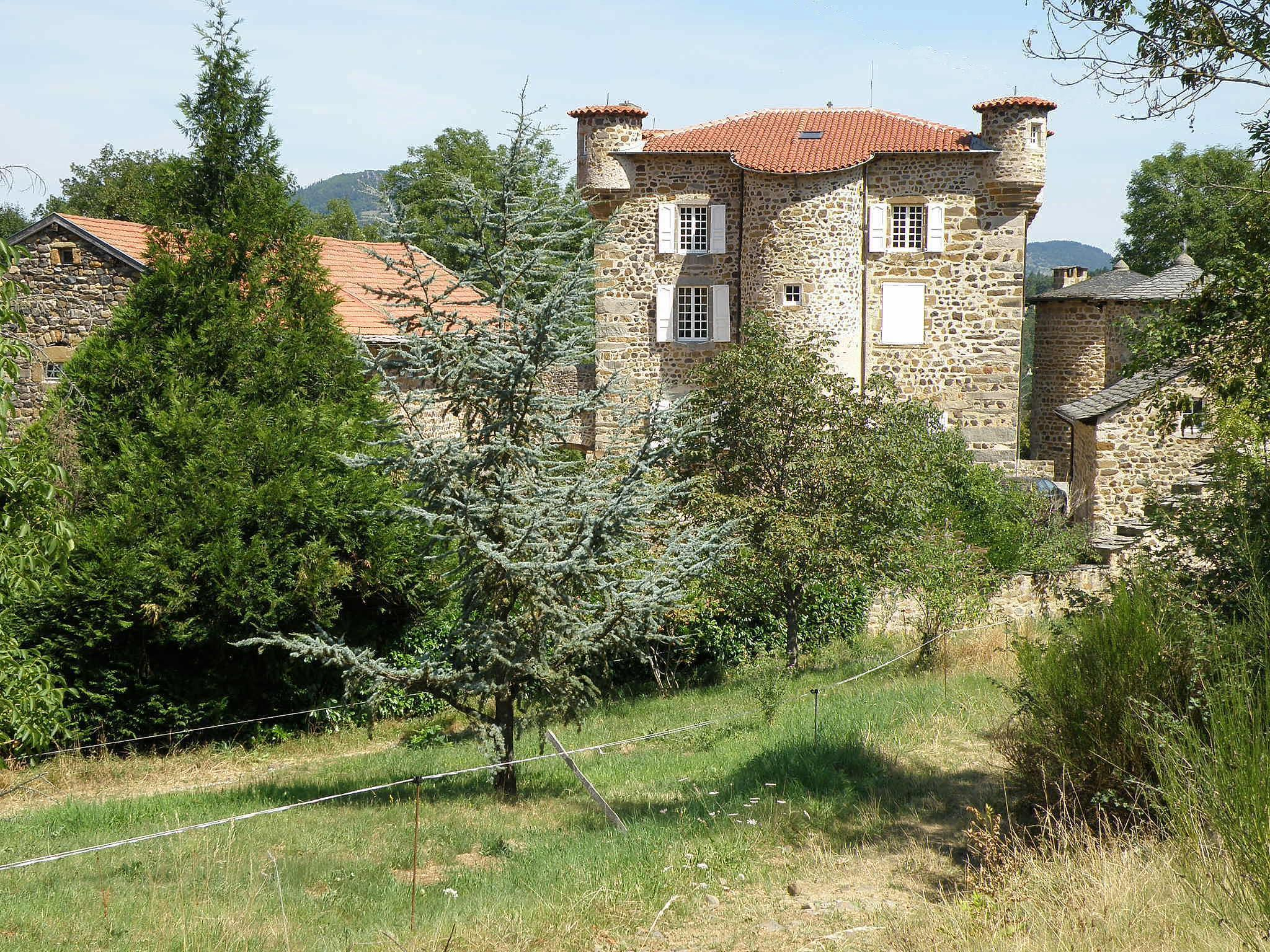
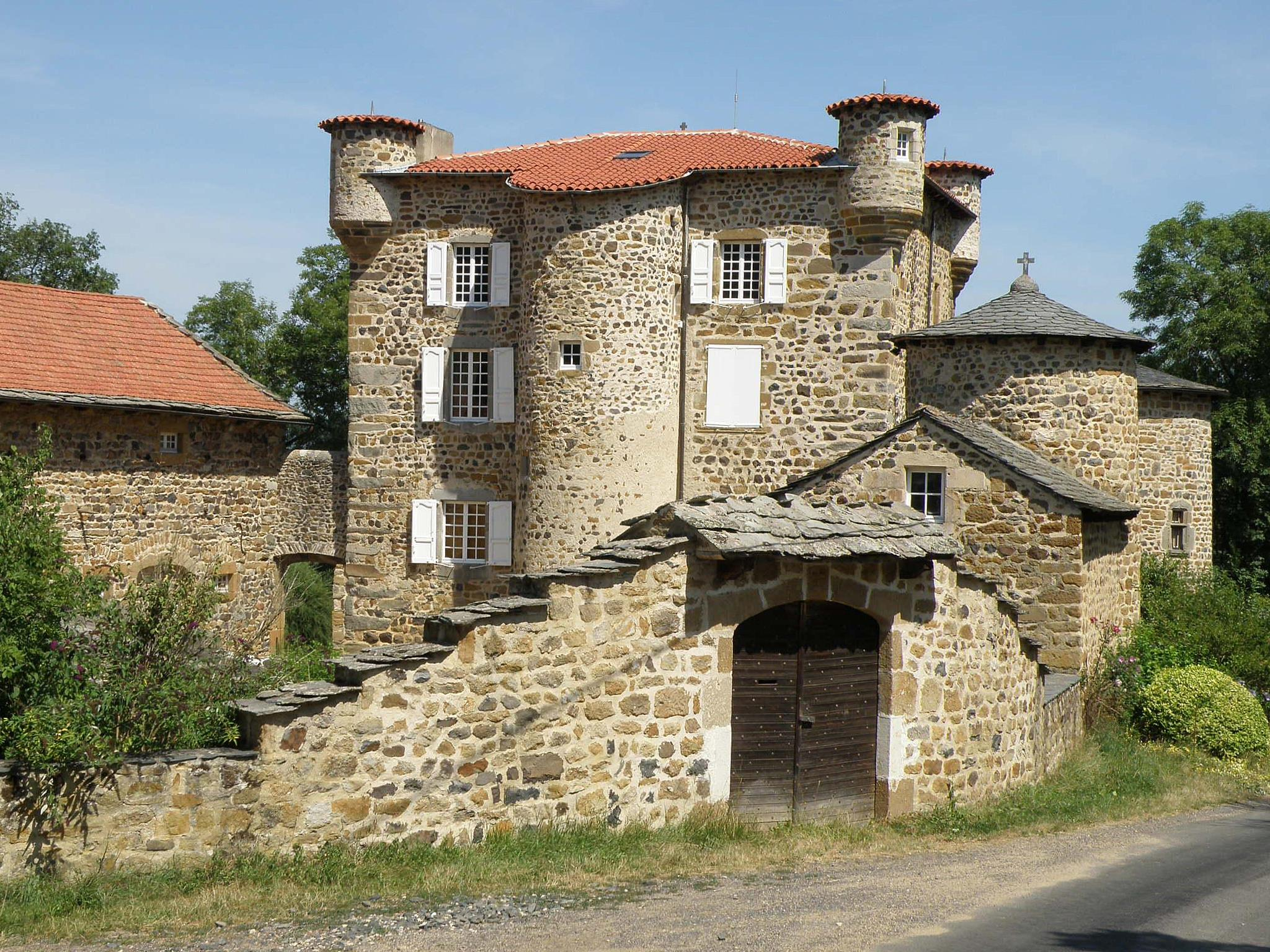
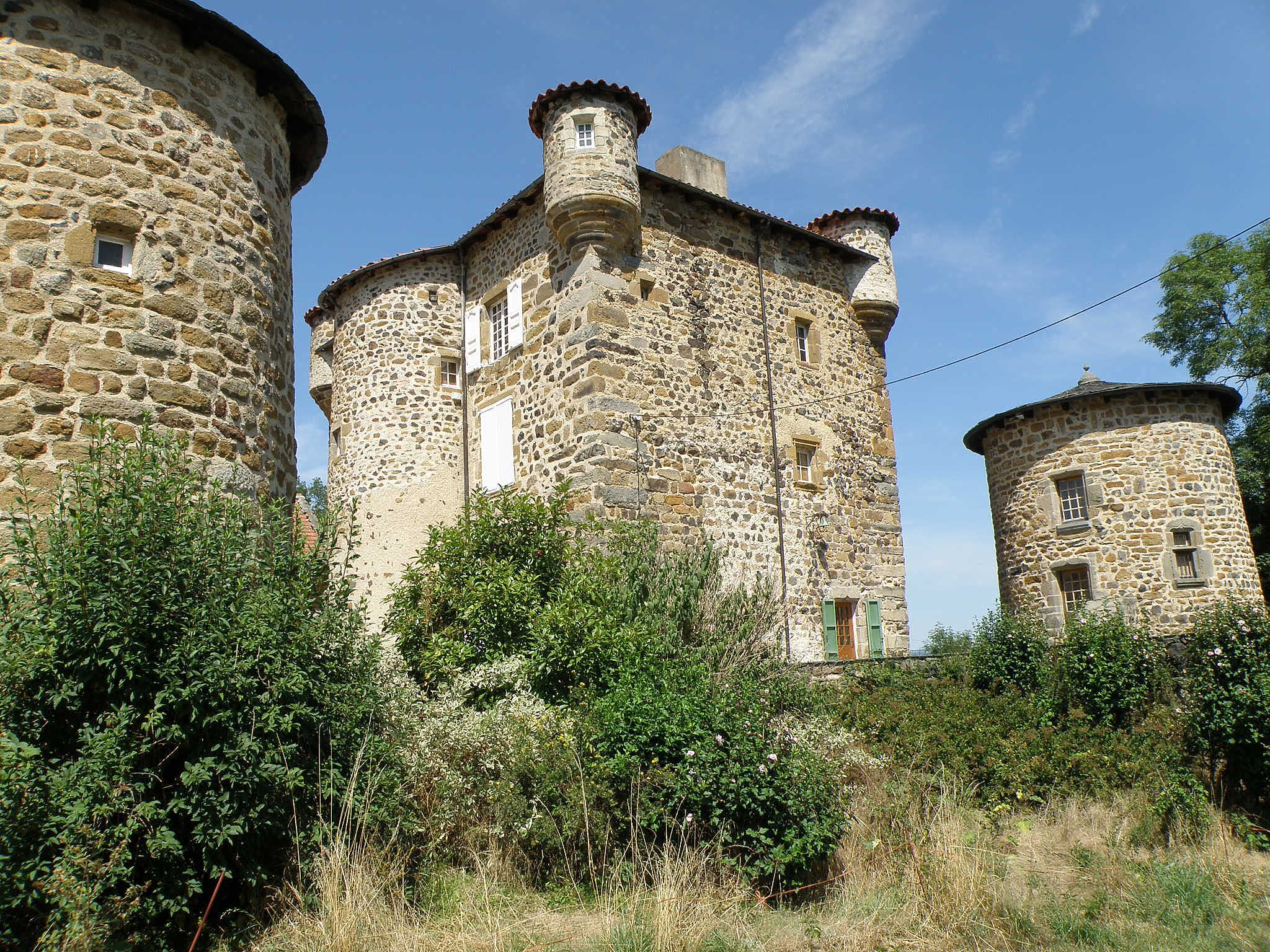
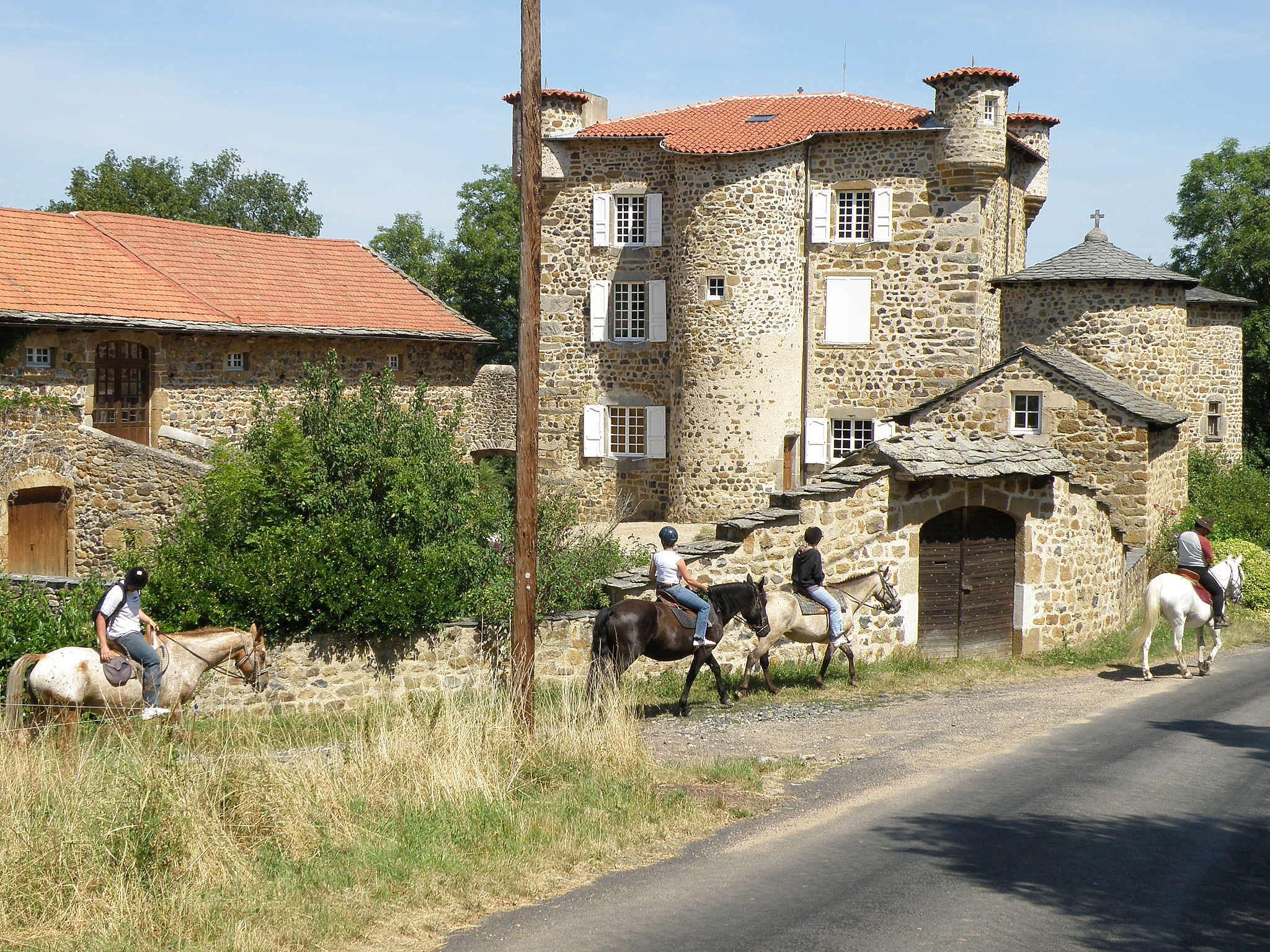
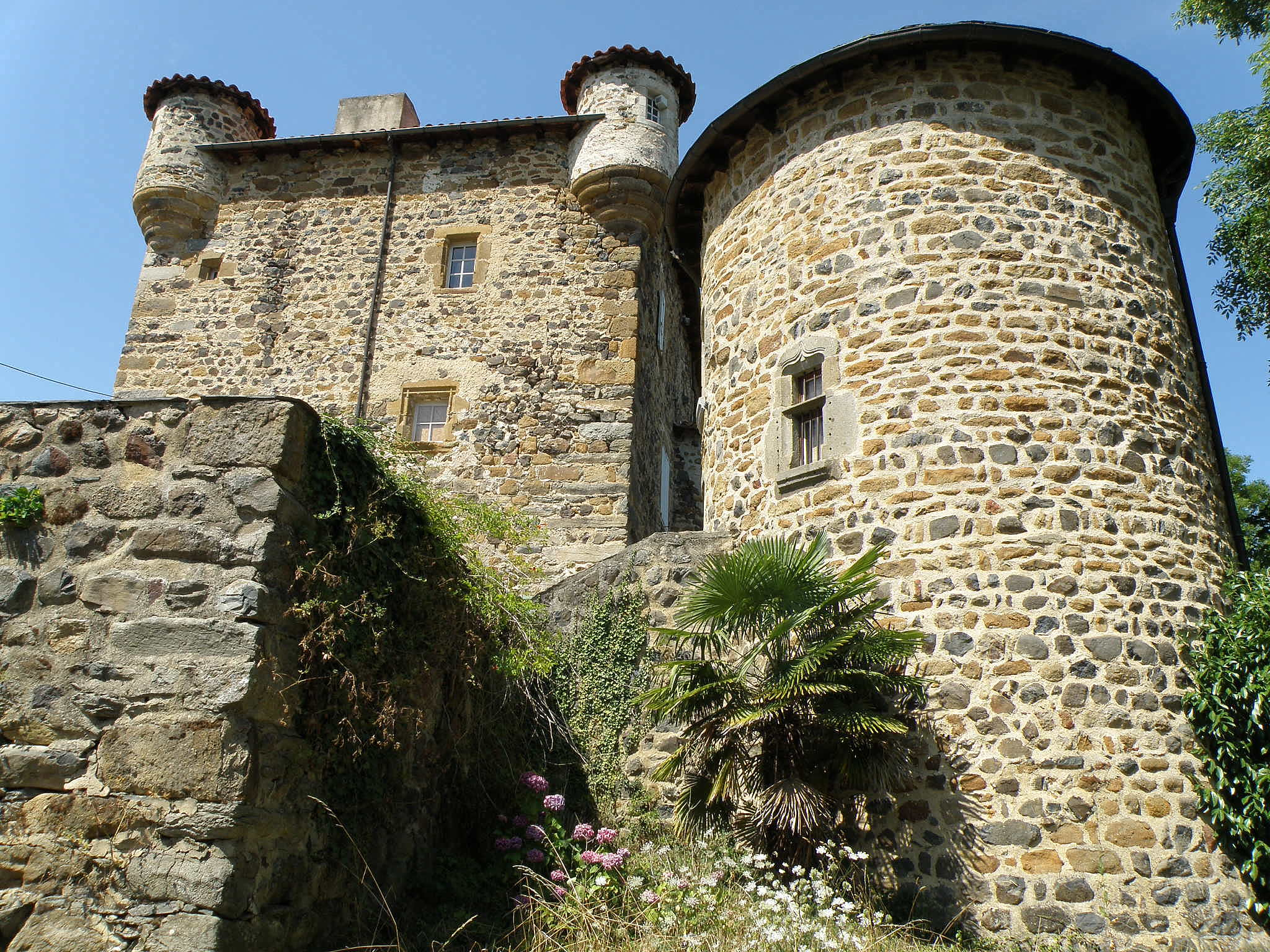